# منتخب جبل طارق لكرة القدم للسيدات
منتخب جبل طارق لكرة القدم للسيدات  هو ممثل جبل طارق الرسمي في المنافسات الدولية في كرة القدم للسيدات
، يديريه اتحاد جبل طارق لكرة القدم.